# 56 Batalion Medyczny

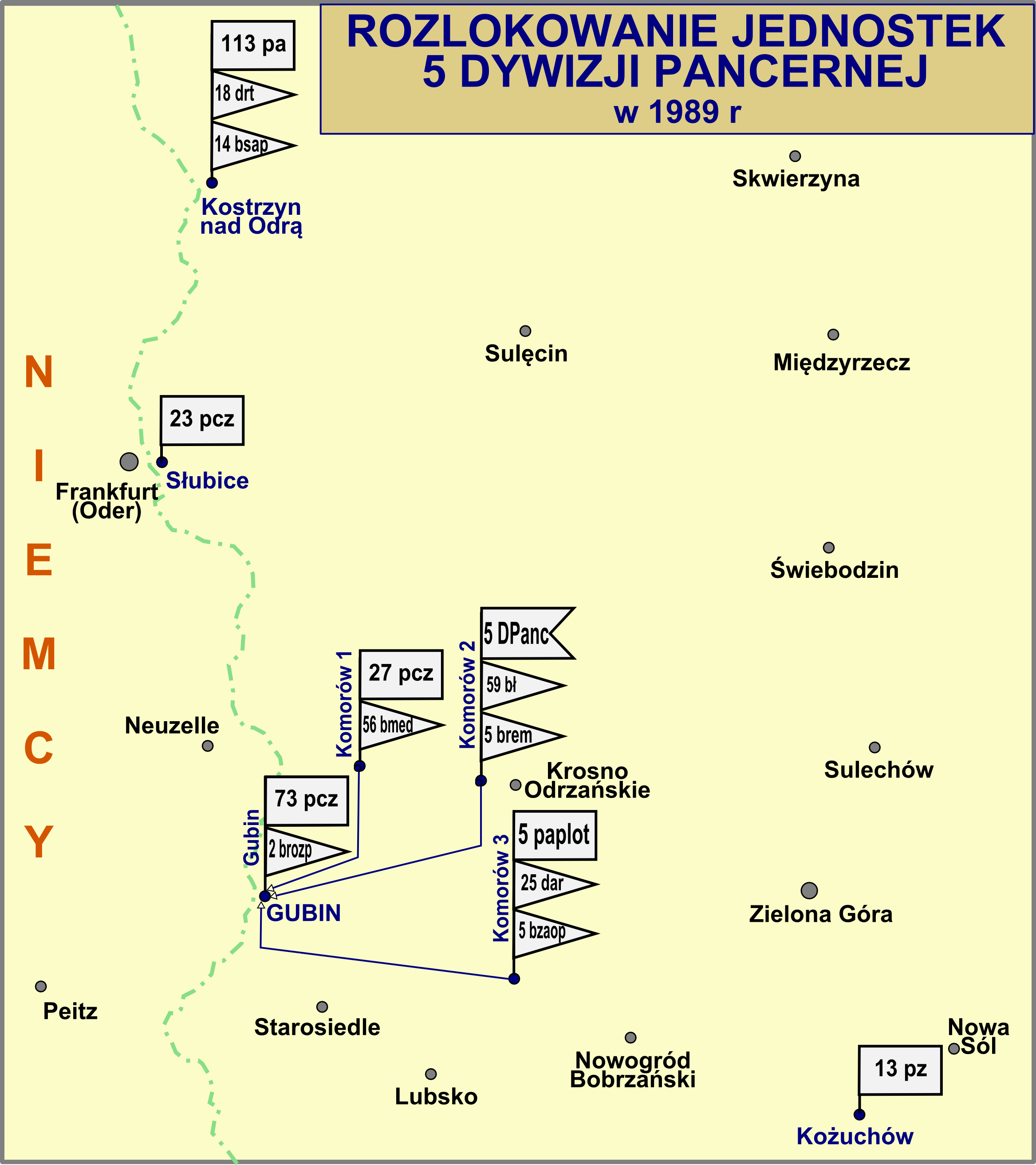
Rozlokowanie 5 DPanc w 1989

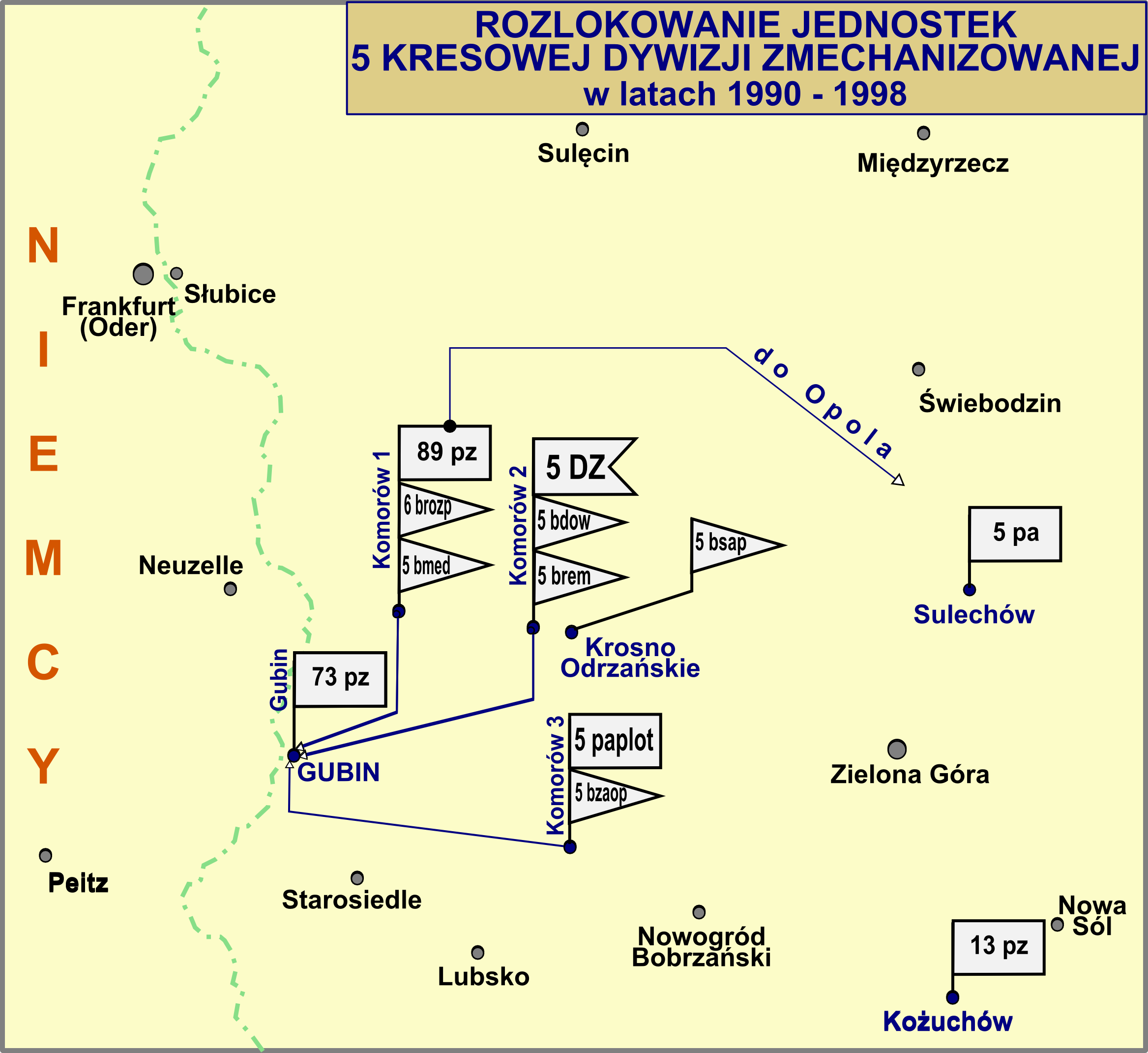
Rozlokowanie jednostek 5 DZ

56 Batalion Medyczny-Szpital Wojskowy – samodzielny pododdział medyczny Wojska Polskiego.
W IV kwartale 1955, w garnizonie Gubin-Komorów, sformowany został według etatu Nr 2/196 – 56 Batalion Medyczno-Sanitarny. Jednostka podporządkowana została dowódcy 19 Dywizji Pancernej. W grudniu 1956 batalion został rozformowany.
W latach 60. XX wieku sformowany po raz drugi, w składzie 5 Saskiej Dywizji Pancernej jako 56 Batalion Medyczny. Na początku lat 80. XX wieku pododdział przeformowany został w 56 Batalion Medyczny-Szpital Wojskowy, a na początku lat 90. w 5 Batalion Medyczny-Wojskową Specjalistyczną Przychodnię Lekarską według etatu pokojowego Nr 29/157/0. 31 grudnia 1998 jednostka została rozformowana.

## Skład organizacyjny
- dowództwo
- sztab
- kompania medyczna
- pluton specjalny
- pluton ewakuacyjno – transportowy
- pluton zaopatrzenia
- gabinet stomatologiczny
- apteka

Razem w batalionie:
- 1 rdst R-107
- 1 samochód OT
- 17 samochodów CT
- 13 samochodów specjalnych
- 4 przyczepy